# Schinus marchandii
Schinus marchandii là một loài thực vật có hoa trong họ Đào lộn hột. Loài này được F.A.Barkley miêu tả khoa học đầu tiên năm 1944.